# ユーグラデーションタイム チョイス!!
『ユーグラデーションタイム チョイス!!』は、ラジオ沖縄で2018年1月1日より平日に放送しているラジオ番組。

## 概要
2017年12月29日まで放送された『Island Today!』に代わってスタートした番組。
この時間帯と『ティーサージ・パラダイス』・『チャットステーションL』を含めて午後の時間帯の各番組が大幅に再編された。この際、放送開始時間を55分繰り下げて16:55から放送すると同時に、『Island Today!』16時台内包だったニッポン放送制作番組（『ミュージックスクランブル』『あなたにハッピー・メロディ』）と『快適生活ラジオショッピング』はそれぞれ単独番組として16時台後半にまとめた。
番組名には夕方から夜へ向かう「グラデーションタイム」に一日のニュースやエンタメ情報をチョイスして届けるという意味合いが込められている。

## 出演

### パーソナリティ
- 全て（担当時）ラジオ沖縄アナウンサー

| 期間    | 期間   | 担当者     | 担当者     | 担当者     | 担当者     | 担当者     |
| 期間    | 期間   | 月曜       | 火曜       | 水曜       | 木曜       | 金曜       |
| ------- | ------ | ---------- | ---------- | ---------- | ---------- | ---------- |
| 2018.1  | 2018.9 | 竹中知華   | 竹中知華   | 宮田隆太郎 | 宮田隆太郎 | 宮田隆太郎 |
| 2018.10 | 2019.3 | 竹中知華   | 竹中知華   | 小橋川響   | 宮田隆太郎 | 宮田隆太郎 |
| 2019.4  | 2020.6 | 竹中知華   | 竹中知華   | 竹中知華   | 宮田隆太郎 | 宮田隆太郎 |
| 2020.7  | 2020.9 | 竹中知華   | 竹中知華   | 竹中知華   | 小橋川響   | 小橋川響   |
| 2020.10 | 2021.9 | 金城奈々絵 | 金城奈々絵 | 小橋川響   | 小橋川響   | 小橋川響   |
| 2021.10 | 2022.9 | 金城奈々絵 | 金城奈々絵 | 小橋川響   | 杉原愛     | 杉原愛     |
| 2022.10 | 現在   | 金城奈々絵 | 金城奈々絵 | 小橋川響   | 小橋川響   | 小橋川響   |

### ラジオカーリポーター
過去のリポーター（2018年9月まで）
- 前徳比嘉優（月曜、また2019年9月から2020年7月までは当番組第1部内包の「子ども会ラジオニュース」も担当した。）
- 東由希惠（火曜・水曜）
- 前堂ニイナ（木曜・金曜）

過去のリポーター（火曜第2部「ラジオで歌おう!」担当）
- 久高妃南子（なお、2020年6月22日までは当番組第1部の内包である「子ども会ラジオニュース」も担当した。）

番組開始からニュース・パレードの後にラジオカーコーナーを設けたが、2018年10月でティーサージ・パラダイスの14時台に移動（と同時にリポーターも刷新した）。これに伴い、この番組内のレポートが火曜第2部の「ラジオで歌おう!」のみに縮小。県内のカラオケ店からの生中継のため、このコーナーのみ引き続きリポートを行っていたが、新型コロナウイルスの影響によるカラオケ店舗の自主休業に伴い、リポートが休止され、そのまま再開されていない。

## 放送時間
- 第1部：平日 16:55 - 18:20[2]
- 第2部：火曜 18:30 - 18:40、金曜 18:30 - 18:45[3]